# Brackendale, New South Wales
Brackendale là một đô thị thuộc New England, New South Wales, Úc.